# الكسندر أرجيروبولوس
الكسندر أرجيروبولوس (باليونانية: Αλέξανδρος Αργυρόπουλος) هو مهندس زراعي يوناني، ولد في 1883 في لندن في المملكة المتحدة، وتوفي في 1962.